# Bruno Cirillo
Bruno Cirillo, född den 21 mars 1977, är en italiensk före detta fotbollsspelare.
Cirillo har tidigare spelat i Reggina, Tricase, Lecce, AC Siena, AEK och Levante UD.